# Mitgliederentwicklung in den Religionsgemeinschaften
Die Mitgliederentwicklung in den Religionsgemeinschaften gibt den Verlauf der Veränderung der Mitgliederzahl in Religionsgemeinschaften wieder. In Deutschland, Österreich, der Schweiz, den Niederlanden und im Vereinigten Königreich ist spätestens seit den 1970er-Jahren ein Abnehmen der Mitgliederzahl der beiden großen Konfessionen (protestantische Kirchen bzw. katholische Kirche) zu verzeichnen. In den USA sinken die Mitgliederzahlen ebenfalls seit der Jahrtausendwende. Weltweit nimmt die Mitgliederzahl der meisten Weltreligionen jedoch zu. Das Absinken der Mitgliederzahlen der beiden großen Konfessionen stärkt fast ausschließlich den Personenkreis der „Konfessionslosen“, das heißt der nicht religiös organisierten Menschen.

## Entwicklungen

### Deutschland

#### Historische Entwicklung
Die Konfessionszugehörigkeit auf dem Gebiet der Bundesrepublik Deutschland vor der Wiedervereinigung blieb zwischen 1871 und 1970 weitgehend konstant. So gehörten in Westdeutschland im Jahr 1951 noch 96,4 Prozent der Bevölkerung einer christlichen Konfession an. Die konfessionelle Struktur der Bundesrepublik Deutschland veränderte sich durch den Beitritt der ehemaligen DDR beträchtlich. Lag der Anteil der Christen in Ostdeutschland 1949 noch bei rund 92 Prozent, so hatte sich dieser bis zum Jahr 1988 aufgrund der allgemein atheistischen Ausrichtung der DDR auf knapp 40 Prozent reduziert. Zwischen 1990 und 2013 ging die Zahl der Katholiken in Gesamtdeutschland um 16,1 Prozent und die der Protestanten um 22,6 Prozent zurück. Während die evangelische Kirche spätestens seit Gründung des Deutschen Reiches 1871, aber auch während des Kalten Krieges sowohl in West- als auch Ostdeutschland die mitgliederstärkste Einzelkirche war, überholte die katholische Kirche spätestens im Jahre 2001 die evangelische Kirche, was die Zahl der Mitglieder betrifft, und baute diese Vorsprung in den folgenden 25 Jahren aus.
Im Jahr 1990 gehörten der römisch-katholischen Kirche in Deutschland mit über 28,5 Millionen Mitgliedern rund 35,4 Prozent der Bevölkerung an. Mehr als 20 Jahre später waren 24,2 Millionen Personen katholisch, also 29,9 Prozent der Bevölkerung. In den Jahren 1990–2013 traten 3,2 Millionen Menschen aus der katholischen Kirche aus. Im selben Zeitraum traten etwa 0,25 Millionen in die Kirche ein. Die Mitgliederzahlen der Evangelischen Kirche in Deutschland, der 1990 mit 29,4 Millionen Mitgliedern noch 36,9 Prozent der Bevölkerung angehörten, hat sich ähnlich entwickelt. In den Jahren 1990–2013 traten 4,5 Millionen Menschen aus der evangelischen Kirche aus. Im selben Zeitraum traten ca. 1 Million Menschen in die EKD ein.
Im Jahr 1991 wurden 299.504 katholische und 322.142 evangelische Taufen vollzogen. Deren Zahl hat sich mit 178.000 evangelischen Taufen im Jahr 2014 und 169.599 katholischen Taufen im Jahr 2011 beinahe halbiert. Um das Jahr 2015 wurden jeweils rund 25 Prozent aller Kinder durch die Taufe in die katholische oder evangelische Kirche aufgenommen, während bis in die 1960er-Jahre hinein auf 100 Geburten rund 45 katholische und 45 evangelische Taufen kamen. Zwischen 1990 und 2023 verlor die Evangelische Kirche in Deutschland fast 11 Million Mitglieder, ein Mitgliederschwund von rund 37 Prozent. Ende 2021 fiel die Gesamtzahl der Mitglieder der römisch-katholischen Kirche und der Evangelischen Kirche in Deutschland zusammengenommen erstmals unter die Marke von 50 Prozent, das heißt weniger als die Hälfte der Bevölkerung war zu dem Zeitpunkt Mitglied in einer dieser beiden Kirchen.

#### Aktuelle Entwicklung

##### Auf Basis der Fowid-Untersuchung
Im Jahr 2024 gehörten rund 45 Prozent der deutschen Bevölkerung einer der beiden großen christlichen Konfessionen an (Katholiken 23,7 Prozent, EKD-Evangelische 21,5 Prozent). Rund 46 Prozent der deutschen Bevölkerung waren laut einer Untersuchung der Forschungsgruppe Weltanschauungen in Deutschland (Fowid) im Jahr 2023 Konfessionsfreie oder Konfessionslose. Muslime waren danach 3,8 Prozent und weitere (christliche und nicht-christliche) Glaubensgemeinschaften 4,1 Prozent der Bevölkerung.
Laut der Fowid-Untersuchung waren 2023 rund 48,5 Prozent der Bevölkerung Deutschlands, und damit rund 41 Millionen Menschen, Mitglied einer anerkannten christlichen Glaubensgemeinschaft (katholisch und EKD: rund 46 Prozent, orthodoxe Kirchen: rund 1,5 Prozent, sonstige christliche Gemeinschaften: rund 1 Prozent).

##### Auf Basis der EKD-Zahlen
Die Evangelische Kirche in Deutschland (EKD) gab den Anteil der Christen an der Bevölkerung Deutschlands für 2023 dagegen mit 51,5 Prozent an, vor allem weil sie den Anteil der Orthodoxen deutlich höher als die Fowid veranschlagte (4,6 Prozent statt 1,5 Prozent). Weitere 5,0 bis 7,7 Prozent waren laut EKD im Jahr 2020 Anhänger einer nicht-christlichen Religion wie des Islams.

##### Andere Religionsgemeinschaften und Konfessionslose
Alle anderen Religionsgemeinschaften stellten zusammen knapp 1 % der Bevölkerung in Deutschland, davon 270.000 Buddhisten, 200.000 Juden, davon 100.000 in Gemeinden organisiert, 100.000 Hindus, 100.000 Jesiden, 10.000 bis 20.000 Sikhs und 6.000 bis 12.000 Bahai.
Der restliche Bevölkerungsanteil in Deutschland von, je nach Datenquelle, zwischen 44 und 46 Prozent war im Jahre 2023 konfessionslos. Im Jahr 1970 waren 3,9 Prozent der Bevölkerung in Westdeutschland und West-Berlin konfessionslos, seither verzeichnet diese Gruppe jedoch einen stetigen Zuwachs. Zu den Gründen zählen unter anderem demografischer Wandel (zum Beispiel durch Einwanderung, Auswanderung und Veränderung der Geburtenraten und der Altersstruktur der Gesellschaft) wie auch Kirchenaustritte. Allerdings wirkt sich das kaum auf die zugehörigen konfessionslosen Verbände aus. So waren im Dachverband freier Weltanschauungsgemeinschaften 2013 nur rund 35.000 Mitglieder organisiert.

##### Anteil der organisierten Christen an der Gesamtbevölkerung
Laut einer Untersuchung der Forschungsgruppe Weltanschauungen in Deutschland (Fowid) im Jahr 2023 kann der Zeitpunkt, an dem Deutschland laut Fowid (offiziell) nicht mehr zum überwiegenden Teil von Christen bewohnt wurde, auf das Jahr 2023 fixiert werden (2022: rund 50 Prozent). Dies ergibt sich aus dem Anteil der Nichtchristen für 2023, der 50 Prozent übersteigt (Konfessionsfreie: 46,2 Prozent, Muslime: 3,8 Prozent sowie Aleviten, Buddhisten, Juden, Hindus, Jesiden und „Weitere“: zusammen 1,5 Prozent; das sind 51,5 Prozent).

##### Prognose der Kirchenmitgliedschaftszahlen
Eine Projektion der Kirchenmitgliedschaftszahlen wurde von den großen Kirchen lange Zeit nicht vorgenommen. Ein Forschungsprojekt an der Universität Freiburg erstellte 2019 erstmals eine koordinierte Mitglieder- und Kirchensteuervorausberechnung für die evangelische und die römisch-katholische Kirche in Deutschland. Hier wurde ein Rückgang der Mitgliederzahlen dieser beiden Kirchen von fast 50 % bis zum Jahr 2060 prognostiziert. Insgesamt soll es laut dieser Prognose bis dahin zu einem Rückgang auf 22,7 statt 44,8 Millionen Christen kommen. Durch den stärker als erwarteten Mitgliederverlust während und nach der Corona-Pandemie sind diese Prognosen jedoch bereits wieder überholt. Inzwischen wird eine Halbierung der Mitgliederzahlen bereits zwischen den Jahren 2040 und 2049 erwartet.

#### 1871 bis 1946
| 1871 | 41.058.792          | 14.869.262                 | 36,2 %                     | 25.581.685          | 62,3 %              |        |        | 1,4 %            | 1,4 %            |
| 1890 | 49.428.470          | 17.674.921                 | 35,8 %                     | 31.026.810          | 62,8 %              |        |        | 1,4 %            | 1,4 %            |
| 1910 |                     |                            |                            |                     |                     |        |        | 1,6 %            | 1,6 %            |
| 1925 |                     |                            |                            |                     |                     |        |        | 2,6 %            | 2,6 %            |
| 1933 |                     |                            |                            |                     |                     |        |        | 3,4 %            | 3,4 %            |
| Jahr | Gesamt- bevölkerung | Römisch-katholische Kirche | Römisch-katholische Kirche | Evangelische Kirche | Evangelische Kirche | Andere | Andere | Konfessionsfreie | Konfessionsfreie |
| 1939 |                     |                            |                            |                     |                     |        | 0,9 %  |                  | 4,1 %            |
| 1946 |                     |                            |                            |                     |                     |        | 1,4 %  |                  | 3,0 %            |

#### 1950 bis 1989
| Übersicht: größte Religionsgemeinschaften in Westdeutschland einschließlich Westberlin | Übersicht: größte Religionsgemeinschaften in Westdeutschland einschließlich Westberlin | Übersicht: größte Religionsgemeinschaften in Westdeutschland einschließlich Westberlin | Übersicht: größte Religionsgemeinschaften in Westdeutschland einschließlich Westberlin | Übersicht: größte Religionsgemeinschaften in Westdeutschland einschließlich Westberlin | Übersicht: größte Religionsgemeinschaften in Westdeutschland einschließlich Westberlin | Übersicht: größte Religionsgemeinschaften in Westdeutschland einschließlich Westberlin | Übersicht: größte Religionsgemeinschaften in Westdeutschland einschließlich Westberlin | Übersicht: größte Religionsgemeinschaften in Westdeutschland einschließlich Westberlin | Übersicht: größte Religionsgemeinschaften in Westdeutschland einschließlich Westberlin | Übersicht: größte Religionsgemeinschaften in Westdeutschland einschließlich Westberlin                                             | Übersicht: größte Religionsgemeinschaften in Westdeutschland einschließlich Westberlin                                             |
| Jahr                                                                                   | Gesamt- bevölkerung                                                                    | Römisch-katholische Kirche                                                             | Römisch-katholische Kirche                                                             | Evangelische Kirche in Deutschland (EKD)                                               | Evangelische Kirche in Deutschland (EKD)                                               | Islam (Schätzungen)                                                                    | Islam (Schätzungen)                                                                    | Orthodoxe Kirchen                                                                      | Orthodoxe Kirchen                                                                      | Andere (vorwiegend Konfessionsfreie sowie andere Christen mit 1,2 Mio. und andere Religionen mit 0,8 Mio. Mitgliedern) [errechnet] | Andere (vorwiegend Konfessionsfreie sowie andere Christen mit 1,2 Mio. und andere Religionen mit 0,8 Mio. Mitgliedern) [errechnet] |
| -------------------------------------------------------------------------------------- | -------------------------------------------------------------------------------------- | -------------------------------------------------------------------------------------- | -------------------------------------------------------------------------------------- | -------------------------------------------------------------------------------------- | -------------------------------------------------------------------------------------- | -------------------------------------------------------------------------------------- | -------------------------------------------------------------------------------------- | -------------------------------------------------------------------------------------- | -------------------------------------------------------------------------------------- | --- | --- |
| 1950                                                                                   | 49.843.000                                                                             | 22.828.000                                                                             | 45,8 %                                                                                 | 25.220.000                                                                             | 50,6 %                                                                                 |                                                                                        |                                                                                        |                                                                                        |                                                                                        | 1.794.000 | 3,6 % |
| 1961                                                                                   | 56.175.000                                                                             | 25.560.000                                                                             | 45,5 %                                                                                 | 28.705.000                                                                             | 51,1 %                                                                                 |                                                                                        |                                                                                        |                                                                                        |                                                                                        | 1.966.000 | 3,5 % |
| 1970                                                                                   | 60.651.000                                                                             | 27.061.000                                                                             | 44,6 %                                                                                 | 29.696.000                                                                             | 49,0 %                                                                                 | 788.000                                                                                | 1,3 %                                                                                  |                                                                                        |                                                                                        | 2.365.000 | 3,9 % |
| 1980                                                                                   | 61.658.000                                                                             | 26.710.000                                                                             | 43,3 %                                                                                 | 26.104.000                                                                             | 42,3 %                                                                                 |                                                                                        |                                                                                        |                                                                                        |                                                                                        | | |
| 1987                                                                                   | 61.077.000                                                                             | 26.232.000                                                                             | 42,9 %                                                                                 | 25.412.000                                                                             | 41,6 %                                                                                 | 1.649.000                                                                              | 2,7 %                                                                                  |                                                                                        |                                                                                        | 6.963.000 | 11,4 % |

#### Ab 1990
| Übersicht: größte Religionsgemeinschaften in Deutschland nach der Wiedervereinigung | Übersicht: größte Religionsgemeinschaften in Deutschland nach der Wiedervereinigung | Übersicht: größte Religionsgemeinschaften in Deutschland nach der Wiedervereinigung | Übersicht: größte Religionsgemeinschaften in Deutschland nach der Wiedervereinigung | Übersicht: größte Religionsgemeinschaften in Deutschland nach der Wiedervereinigung | Übersicht: größte Religionsgemeinschaften in Deutschland nach der Wiedervereinigung | Übersicht: größte Religionsgemeinschaften in Deutschland nach der Wiedervereinigung | Übersicht: größte Religionsgemeinschaften in Deutschland nach der Wiedervereinigung | Übersicht: größte Religionsgemeinschaften in Deutschland nach der Wiedervereinigung | Übersicht: größte Religionsgemeinschaften in Deutschland nach der Wiedervereinigung | Übersicht: größte Religionsgemeinschaften in Deutschland nach der Wiedervereinigung                                               | Übersicht: größte Religionsgemeinschaften in Deutschland nach der Wiedervereinigung                                               |
| Jahr                                                                                | Gesamt- bevölkerung                                                                 | Römisch-katholische Kirche                                                          | Römisch-katholische Kirche                                                          | Evangelische Kirche in Deutschland (EKD)                                            | Evangelische Kirche in Deutschland (EKD)                                            | Islam (Schätzungen)                                                                 | Islam (Schätzungen)                                                                 | Orthodoxe Kirchen                                                                   | Orthodoxe Kirchen                                                                   | Andere (vorwiegend Konfessionsfreie sowie andere Christen mit – stabil – 0,9 Mio. und andere Religionen mit 0,9 Mio. Mitgliedern) | Andere (vorwiegend Konfessionsfreie sowie andere Christen mit – stabil – 0,9 Mio. und andere Religionen mit 0,9 Mio. Mitgliedern) |
| ----------------------------------------------------------------------------------- | ----------------------------------------------------------------------------------- | ----------------------------------------------------------------------------------- | ----------------------------------------------------------------------------------- | ----------------------------------------------------------------------------------- | ----------------------------------------------------------------------------------- | ----------------------------------------------------------------------------------- | ----------------------------------------------------------------------------------- | ----------------------------------------------------------------------------------- | ----------------------------------------------------------------------------------- | --- | --- |
| 1990                                                                                | 79.753.000                                                                          | 28.525.000                                                                          | 35,8 %                                                                              | 29.422.000                                                                          | 36,9 %                                                                              | 2.951.000                                                                           | 3,7 %                                                                               |                                                                                     |                                                                                     | 17.865.000 | 22,4 % |
| 1991                                                                                | 80.275.000                                                                          | 28.252.000                                                                          | 35,2 %                                                                              | 29.204.000                                                                          | 36,4 %                                                                              |                                                                                     |                                                                                     |                                                                                     |                                                                                     | | |
| 2001                                                                                | 82.440.000                                                                          | 26.288.000                                                                          | 31,9 %                                                                              | 26.454.000                                                                          | 32,1 %                                                                              |                                                                                     |                                                                                     |                                                                                     |                                                                                     | | |
| 2006                                                                                | 82.315.000                                                                          | 25.317.000                                                                          | 30,8 %                                                                              | 25.101.000                                                                          | 30,5 %                                                                              |                                                                                     |                                                                                     | 1.200.000                                                                           | 1,5 %                                                                               | | |
| 2011                                                                                | 80.328.000                                                                          | 24.473.000                                                                          | 30,5 %                                                                              | 23.620.000                                                                          | 29,4 %                                                                              |                                                                                     |                                                                                     | 1.268.500                                                                           | 1,6 %                                                                               | | |
| 2012                                                                                | 80.524.000                                                                          | 24.321.000                                                                          | 30,2 %                                                                              | 23.356.000                                                                          | 29,0 %                                                                              | 3.140.000                                                                           | 3,9 %                                                                               | 1.268.500                                                                           | 1,6 %                                                                               | 26.500.000 | 32,9 % |
| 2013                                                                                | 80.767.000                                                                          | 24.171.000                                                                          | 29,9 %                                                                              | 23.040.000                                                                          | 28,5 %                                                                              | 3.394.000                                                                           | 4,2 %                                                                               | 1.346.000                                                                           | 1,7 %                                                                               | 26.700.000 | 33,0 % |
| 2014                                                                                | 81.198.000                                                                          | 23.939.000                                                                          | 29,5 %                                                                              | 22.629.000                                                                          | 27,9 %                                                                              |                                                                                     |                                                                                     | 1.661.000                                                                           | 2,0 %                                                                               | | |
| 2015                                                                                | 82.176.000                                                                          | 23.762.000                                                                          | 28,9 %                                                                              | 22.272.000                                                                          | 27,1 %                                                                              | 3.600.000                                                                           | 4,4 %                                                                               | 1.562.750                                                                           | 1,9 %                                                                               | 29.610.000 | 36,0 % |
| 2016                                                                                | 82.522.000                                                                          | 23.582.000                                                                          | 28,6 %                                                                              | 21.923.000                                                                          | 26,6 %                                                                              | 4.535.000                                                                           | 5,5 %                                                                               | 1.537.000                                                                           | 1,8 %                                                                               | 30.946.000 | 37,5 % |
| 2017                                                                                | 82.792.000                                                                          | 23.311.000                                                                          | 28,2 %                                                                              | 21.536.000                                                                          | 26,0 %                                                                              | 4.636.000                                                                           | 5,6 %                                                                               | 1.539.000                                                                           | 1,9 %                                                                               | 31.767.000 | 38,4 % |
| 2018                                                                                | 83.019.000                                                                          | 23.002.000                                                                          | 27,7 %                                                                              | 21.141.000                                                                          | 25,5 %                                                                              | 4.255.000                                                                           | 5,1 %                                                                               | 1.543.000                                                                           | 1,9 %                                                                               | 33.108.000 | 39,9 % |
| 2019                                                                                | 83.166.000                                                                          | 22.600.000                                                                          | 27,2 %                                                                              | 20.713.000                                                                          | 24,9 %                                                                              | 4.325.000                                                                           | 5,2 %                                                                               | 1.543.000                                                                           | 1,9 %                                                                               | 33.985.000 | 40,8 % |
| 2020                                                                                | 83.155.000                                                                          | 22.193.000                                                                          | 26,7 %                                                                              | 20.236.000                                                                          | 24,3 %                                                                              | 5.300.000                                                                           | 6,4 %                                                                               | 1.543.000                                                                           | 1,9 %                                                                               | 33.883.000 | 40,7 % |
| 2021                                                                                | 83.237.000                                                                          | 21.646.000                                                                          | 26,0 %                                                                              | 19.725.000                                                                          | 23,7 %                                                                              | 5.500.000                                                                           | 6,6 %                                                                               | 1.543.000                                                                           | 1,9 %                                                                               | 34.823.000 | 41,8 % |
| 2022                                                                                | 83.118.000                                                                          | 20.938.000                                                                          | 25,2 %                                                                              | 19.153.000                                                                          | 23,0 %                                                                              | 5.500.000                                                                           | 6,5 %                                                                               | 3.876.000                                                                           | 4,7 %                                                                               | 33.651.000 | 40,5 % |
| 2023                                                                                | 83.456.000                                                                          | 20.346.000                                                                          | 24,4 %                                                                              | 18.566.000                                                                          | 22,2 %                                                                              | 5.500.000                                                                           | 6,6 %                                                                               | 3.850.000                                                                           | 4,6 %                                                                               | 35.218.000 | 42,2 % |
| 2024                                                                                | 83.577.000                                                                          | 19.769.000                                                                          | 23,7 %                                                                              | 17.980.000                                                                          | 21,5 %                                                                              |                                                                                     |                                                                                     | 3.876.000                                                                           | 4,6 %                                                                               | | |

### Österreich
Wie auch in Deutschland sind in Österreich die Mitgliederzahlen der beiden großen christlichen Kirchen etwa seit den 1970er Jahren rückläufig, während seither die Zahl der Konfessionslosen, aber auch jene anderer Religionsgruppen wie Muslime oder orthodoxe Christen steigt.
Die römisch-katholische Kirche in Österreich zählte Ende 1951 6,17 Millionen Mitglieder bzw. 89,0 Prozent der Bevölkerung, nach Ergebnissen der letzten Volkszählung von 2001 bekannten sich noch 73,6 Prozent der Bevölkerung zur römisch-katholischen Kirche. In den Jahren zwischen 2001 und 2011 schrumpfte die Mitgliederzahl um weitere 511.699 Personen, womit die Katholische Kirche in einem Jahrzehnt rund 9,1 % ihrer Mitglieder verlor – im Jahr 2022 wurden ein neuer Höchststand von 90.808 Kirchenaustritte registriert. Ende 2023 repräsentierte die Katholische Kirche mit ihren 4.638.842 Mitgliedern 50,6 Prozent der österreichischen Gesamtbevölkerung und damit als größte anerkannte Religionsgemeinschaft gerade noch eine absolute Bevölkerungsmehrheit in Österreich.
Die Evangelische Kirche A. u. H. B. in Österreich zählte Ende 1951 zusammen 429.493 Mitglieder beziehungsweise 6,19 Prozent der Bevölkerung. Nach der Volkszählung 2001 zählten noch 4,68 Prozent der Bevölkerung zu einer der evangelischen Kirchen (überwiegend Augsburger Bekenntnis, seltener Helvetisches Bekenntnis). Ende 2023 waren es noch 255.738 Mitglieder bzw. 2,79 Prozent der österreichischen Gesamtbevölkerung. Relativ war der Rückgang bei den kleineren evangelischen Kirchen größer, so haben diese seit ihrem Maximalstand im Jahr 1971 rund 42,8 Prozent ihrer Mitglieder verloren, im Vergleich zu den rund 29,2 Prozent Verlust in der römisch-katholischen Kirche im gleichen Zeitraum.
Bei der Volkszählung im Jahr 2001 bekannten sich rund 180.000 Christen, das sind 2,2 Prozent der österreichischen Bevölkerung, als Mitglieder orthodoxer Kirchen. Laut eigenen Angaben beläuft sich deren heutige Mitgliederzahl auf rund 450.000, was einem aktuellen Bevölkerungsanteil von etwa 5,2 Prozent entsprechen würde. Zur Altkatholischen Kirche bekannten sich etwa 15.000 Gläubige, das sind rund 0,2 Prozent der damaligen Gesamtbevölkerung. Etwas mehr als 8.000 Personen bekannten sich als Mitglieder der Israelitischen Religionsgemeinschaft, sowie insgesamt 338.988 Personen und damit 4,2 Prozent zum Islam.
Anfang 2017 lebten nach übereinstimmenden Schätzungen von Innenministerium und Österreichischem Integrationsfonds rund 700.000 Muslime in Österreich. Die Zahl stieg vor allem durch Migranten, Geburten sowie Flüchtlinge aus dem arabischen Raum stark. Auch wenn die Verfassung der Islamischen Glaubensgemeinschaft in Österreich implizit alle in Österreich lebenden Muslime einschließt, so waren nach offiziellen Angaben im Jahr 2011 allerdings nur 124.465 Mitglieder registriert.
Laut einer Umfrage im Eurobarometer 2010 glaubten 44 % der Österreicher an Gott und 38 % an „eine Art von spiritueller Kraft“, sowie 12 % weder an Gott noch an eine spirituelle Kraft und 6 % äußerten sich nicht. Demnach deklarierte sich davon mehr als eine Million Österreicher als Atheisten. Laut einer aktuellen repräsentativen Umfrage (n=419) stimmten sogar 56 % der Befragten agnostischen, sowie 24 % atheistischen Fragestellungen zu. Eine andere Umfrage aus dem Jahr 2015 kam hingegen zu dem Ergebnis, dass 64 % der Österreicher an Gott glauben. In dieser Umfrage gab es aber im Gegensatz zum Eurobarometer keine Unterscheidungsmöglichkeit zwischen einem persönlichen Gott und einer eher unpersönlichen höheren Macht bzw. spirituellen Kraft.
| Übersicht: Religionsgemeinschaften in Österreich 1951–2021 | Übersicht: Religionsgemeinschaften in Österreich 1951–2021 | Übersicht: Religionsgemeinschaften in Österreich 1951–2021 | Übersicht: Religionsgemeinschaften in Österreich 1951–2021 | Übersicht: Religionsgemeinschaften in Österreich 1951–2021 | Übersicht: Religionsgemeinschaften in Österreich 1951–2021 | Übersicht: Religionsgemeinschaften in Österreich 1951–2021 | Übersicht: Religionsgemeinschaften in Österreich 1951–2021 | Übersicht: Religionsgemeinschaften in Österreich 1951–2021 | Übersicht: Religionsgemeinschaften in Österreich 1951–2021 | Übersicht: Religionsgemeinschaften in Österreich 1951–2021 | Übersicht: Religionsgemeinschaften in Österreich 1951–2021 | Übersicht: Religionsgemeinschaften in Österreich 1951–2021 | Übersicht: Religionsgemeinschaften in Österreich 1951–2021 | Übersicht: Religionsgemeinschaften in Österreich 1951–2021 | Übersicht: Religionsgemeinschaften in Österreich 1951–2021 | Übersicht: Religionsgemeinschaften in Österreich 1951–2021 | Übersicht: Religionsgemeinschaften in Österreich 1951–2021 |
| Jahr                                                       | Gesamt- bevölkerung                                        | Römisch-katholisch                                         | Römisch-katholisch                                         | Evangelisch AB und HB                                      | Evangelisch AB und HB                                      | Islamisch                                                  | Islamisch                                                  | Altkatholisch                                              | Altkatholisch                                              | Israelitisch                                               | Israelitisch                                               | Sonstige                                                   | Sonstige                                                   | Konfessionslos                                             | Konfessionslos                                             | Unbekannt                                                  | Unbekannt                                                  |
| ---------------------------------------------------------- | ---------------------------------------------------------- | ---------------------------------------------------------- | ---------------------------------------------------------- | ---------------------------------------------------------- | ---------------------------------------------------------- | ---------------------------------------------------------- | ---------------------------------------------------------- | ---------------------------------------------------------- | ---------------------------------------------------------- | ---------------------------------------------------------- | ---------------------------------------------------------- | ---------------------------------------------------------- | ---------------------------------------------------------- | ---------------------------------------------------------- | ---------------------------------------------------------- | ---------------------------------------------------------- | ---------------------------------------------------------- |
| 1951                                                       | 6.933.905                                                  | 6.170.084                                                  | 89,0 %                                                     | 429.493                                                    | 6,2 %                                                      | *                                                          | *                                                          | 32.919                                                     | 0,5 %                                                      | 11.224                                                     | 0,2 %                                                      | 23.093                                                     | 0,3 %                                                      | 264.014                                                    | 3,8 %                                                      | 3.078                                                      | 0,0 %                                                      |
| 1961                                                       | 7.073.807                                                  | 6.295.075                                                  | 89,0 %                                                     | 438.663                                                    | 6,2 %                                                      | *                                                          | *                                                          | 29.652                                                     | 0,4 %                                                      | 9.049                                                      | 0,1 %                                                      | 31.386                                                     | 0,4 %                                                      | 266.009                                                    | 3,8 %                                                      | 3.973                                                      | 0,1 %                                                      |
| 1971                                                       | 7.491.526                                                  | 6.548.316                                                  | 87,4 %                                                     | 447.070                                                    | 6,0 %                                                      | 22.267                                                     | 0,3 %                                                      | 26.992                                                     | 0,4 %                                                      | 8.461                                                      | 0,1 %                                                      | 74.440                                                     | 1,0 %                                                      | 321.218                                                    | 4,3 %                                                      | 42.762                                                     | 0,6 %                                                      |
| 1981                                                       | 7.555.338                                                  | 6.372.645                                                  | 84,3 %                                                     | 423.162                                                    | 5,6 %                                                      | 76.939                                                     | 1,0 %                                                      | 25.547                                                     | 0,3 %                                                      | 7.123                                                      | 0,1 %                                                      | 118.866                                                    | 1,6 %                                                      | 452.039                                                    | 6,0 %                                                      | 79.017                                                     | 1,0 %                                                      |
| 1991                                                       | 7.795.786                                                  | 6.081.454                                                  | 78,0 %                                                     | 388.709                                                    | 5,0 %                                                      | 158.766                                                    | 2,0 %                                                      | 18.930                                                     | 0,2 %                                                      | 7.268                                                      | 0,1 %                                                      | 197.433                                                    | 2,5 %                                                      | 672.251                                                    | 8,6 %                                                      | 270.965                                                    | 3,5 %                                                      |
| 2001                                                       | 8.032.926                                                  | 5.915.421                                                  | 73,6 %                                                     | 376.150                                                    | 4,7 %                                                      | 338.988                                                    | 4,2 %                                                      | 14.621                                                     | 0,2 %                                                      | 8.140                                                      | 0,1 %                                                      | 255.681                                                    | 3,2 %                                                      | 963.263                                                    | 12,0 %                                                     | 160.662                                                    | 2,0 %                                                      |
| 2021                                                       | 8.935.800                                                  | 4.933.300                                                  | 55,2 %                                                     | 340.300                                                    | 3,8 %                                                      | 745.600                                                    | 8,3 %                                                      | 4.900                                                      | 0,1 %                                                      | 5.400                                                      | 0,1 %                                                      | 908.600                                                    | 10,1 %                                                     | 1.997.700                                                  | 22,4 %                                                     | –                                                          | –                                                          |

* In den Sonstigen enthalten, da von der Statistik Austria nicht gesondert aufgeführt.
Seit dem Jahr 2001 wird aufgrund einer Gesetzesänderung das Religionsbekenntnis von der Statistik Austria nicht mehr offiziell im Rahmen einer Volkszählung erhoben, im Jahr 2021 führte Statistik Austria im Auftrag des Bundeskanzleramts eine freiwillige Erhebung über „Religionszugehörigkeit der Bevölkerung in Privathaushalten“ durch. Die folgende Tabelle basiert großteils auf den von den Religionsgemeinschaften freiwillig zur Verfügung gestellten Mitgliederzahlen sowie den unten zitierten unabhängigen Studien und Erhebungen. Hochrechnungen, Schätzungen und vorläufige Zahlen sind in der folgenden Tabelle kursiv gekennzeichnet.
| 2002 | 8.100.273 | 5.787.403 | 71,4 % | 337.778 | 4,2 % |                  |           |                  |           |                      |             |
| 2003 | 8.142.573 | 5.751.615 | 70,6 % | 338.416 | 4,2 % |                  |           |                  |           |                      |             |
| 2004 | 8.201.359 | 5.692.838 | 69,4 % | 335.474 | 4,1 % |                  |           |                  |           |                      |             |
| 2005 | 8.254.298 | 5.662.782 | 68,6 % | 332.538 | 4,0 % |                  |           |                  |           |                      |             |
| 2006 | 8.282.984 | 5.631.587 | 68,0 % | 330.141 | 4,0 % |                  |           |                  |           |                      |             |
| 2007 | 8.307.989 | 5.603.398 | 67,4 % | 328.710 | 4,0 % |                  |           |                  |           |                      |             |
| 2008 | 8.335.003 | 5.579.493 | 66,9 % | 328.346 | 3,9 % | 515.914          | 6,2 %     |                  |           |                      |             |
| 2009 | 8.351.643 | 5.533.517 | 66,3 % | 325.314 | 3,9 % |                  |           |                  |           |                      |             |
| 2010 | 8.375.164 | 5.452.734 | 65,1 % | 323.863 | 3,9 % |                  |           |                  |           |                      |             |
| 2011 | 8.408.121 | 5.403.722 | 64,3 % | 319.752 | 3,8 % | 573.876          | 6,8 %     | 410.000          | 4,9 %     | 1.700.000            | 20,2 %      |
| 2012 | 8.451.860 | 5.359.151 | 63,4 % | 314.739 | 3,7 % |                  |           |                  |           |                      |             |
| 2013 | 8.507.786 | 5.308.515 | 62,4 % | 313.352 | 3,7 % |                  |           |                  |           |                      |             |
| 2014 | 8.584.926 | 5.265.378 | 61,3 % | 309.158 | 3,6 % |                  |           |                  |           |                      |             |
| 2015 | 8.700.471 | 5.211.238 | 59,9 % | 306.183 | 3,5 % |                  |           |                  |           |                      |             |
| 2016 | 8.772.865 | 5.162.621 | 58,8 % | 301.729 | 3,4 % | 500.000– 700.000 | 5,7–8,0 % | 450.000– 500.000 | 5,1–5,7 % | 2.110.000– 2.360.000 | 24,0–26,9 % |
| 2017 | 8.822.267 | 5.110.743 | 57,9 % | 296.338 | 3,4 % |                  |           |                  |           |                      |             |
| 2018 | 8.858.775 | 5.052.727 | 57,0 % | 290.929 | 3,3 % |                  |           |                  |           |                      |             |
| 2019 | 8.901.064 | 4.982.802 | 56,0 % | 283.628 | 3,2 % |                  |           |                  |           |                      |             |
| 2020 | 8.932.664 | 4.905.316 | 54,9 % | 277.105 | 3,1 % |                  |           |                  |           |                      |             |
| 2021 | 8.978.929 | 4.827.683 | 53,8 % | 270.585 | 3,0 % | 745.600          | 8,3 %     | 436.700          | 4,6 %     | 2.699.000            | 30,3 %      |
| 2022 | 9.104.772 | 4.733.085 | 52,0 % | 263.627 | 2,9 % |                  |           |                  |           |                      |             |
| 2023 | 9.158.750 | 4.638.842 | 50,6 % | 255.738 | 2,8 % |                  |           |                  |           |                      |             |
| 2024 | 9.197.213 |           |        | 248.113 | 2,7 % |                  |           |                  |           |                      |             |

### Schweiz
Auch die Schweizer Landeskirchen verzeichnen einen Schwund aufgrund von demografischem Wandel sowie Kirchenaustritten. Im Jahr 1970 gehörte fast die gesamte Bevölkerung einer christlichen Kirche an, davon waren 48,8 % evangelisch-reformiert und 46,7 % römisch-katholisch. 2023 zeichnet sich nach der letzten Erhebung folgendes Bild ab: 56 % der Bevölkerung (älter als 15 Jahre) sind Mitglied in einer christlichen Kirche, 7,5 % gehören nicht-christlichen Religionen an und 36,5 % bekennen sich zu keiner Glaubensgemeinschaft.
Für die gesamte Schweizer Wohnbevölkerung sahen die Zahlen für das Jahr 2021 wie folgt aus: 33,3 % (2.964.925 Personen) waren Mitglied der römisch-katholischen Kirche und 21,8 % (1.939.855 Personen) Mitglied der evangelisch-reformierten Kirche (Gesamtbevölkerung von 8.890.724 Personen).
| Übersicht: Mitgliederentwicklung in der Schweiz (Alter über 15) | Übersicht: Mitgliederentwicklung in der Schweiz (Alter über 15) | Übersicht: Mitgliederentwicklung in der Schweiz (Alter über 15) | Übersicht: Mitgliederentwicklung in der Schweiz (Alter über 15) | Übersicht: Mitgliederentwicklung in der Schweiz (Alter über 15) | Übersicht: Mitgliederentwicklung in der Schweiz (Alter über 15) | Übersicht: Mitgliederentwicklung in der Schweiz (Alter über 15) | Übersicht: Mitgliederentwicklung in der Schweiz (Alter über 15) | Übersicht: Mitgliederentwicklung in der Schweiz (Alter über 15) |
| Jahr                                                            | Bevölkerung (älter als 15)                                      | Römisch-katholische Kirche                                      | Evangelisch-reformierte Kirche                                  | Islam                                                           | Sonstige                                                        | keine amtliche Register-Konfession                              | keine Angabe                                                    |                                                                 |
| --------------------------------------------------------------- | --------------------------------------------------------------- | --------------------------------------------------------------- | --------------------------------------------------------------- | --------------------------------------------------------------- | --------------------------------------------------------------- | --------------------------------------------------------------- | --------------------------------------------------------------- | --------------------------------------------------------------- |
| 1970                                                            | 4.575.416                                                       | 46,7 %                                                          | 48,8 %                                                          | 0,2 %                                                           | 2,5 %                                                           | 1,2 %                                                           | 0,6 %                                                           |                                                                 |
| 1980                                                            | 4.950.821                                                       | 46,2 %                                                          | 45,3 %                                                          | 0,7 %                                                           | 2,7 %                                                           | 3,9 %                                                           | 1,2 %                                                           |                                                                 |
| 1990                                                            | 5.495.018                                                       | 46,2 %                                                          | 39,6 %                                                          | 1,6 %                                                           | 3,9 %                                                           | 7,5 %                                                           | 1,2 %                                                           |                                                                 |
| 2000                                                            | 5.868.572                                                       | 42,3 %                                                          | 33,9 %                                                          | 3,6 %                                                           | 5,2 %                                                           | 11,4 %                                                          | 3,6 %                                                           |                                                                 |
| 2010                                                            | 6.519.253                                                       | 38,6 %                                                          | 28,0 %                                                          | 4,5 %                                                           | 6,8 %                                                           | 20,1 %                                                          | 2,0 %                                                           |                                                                 |
| 2011                                                            | 6.587.556                                                       | 38,4 %                                                          | 27,8 %                                                          | 4,9 %                                                           | 7,1 %                                                           | 20,6 %                                                          | 1,2 %                                                           |                                                                 |
| 2012                                                            | 6.662.333                                                       | 38,2 %                                                          | 26,9 %                                                          | 4,9 %                                                           | 7,3 %                                                           | 21,4 %                                                          | 1,3 %                                                           |                                                                 |
| 2013                                                            | 6.744.794                                                       | 38,0 %                                                          | 26,1 %                                                          | 5,1 %                                                           | 7,3 %                                                           | 22,2 %                                                          | 1,3 %                                                           |                                                                 |
| 2014                                                            | 6.829.610                                                       | 37,9 %                                                          | 25,5 %                                                          | 5,1 %                                                           | 7,3 %                                                           | 23,0 %                                                          | 1,2 %                                                           |                                                                 |
| 2015                                                            | 6.907.818                                                       | 37,3 %                                                          | 24,9 %                                                          | 5,1 %                                                           | 7,4 %                                                           | 23,9 %                                                          | 1,4 %                                                           |                                                                 |
| 2016                                                            | 6.981.381                                                       | 36,5 %                                                          | 24,5 %                                                          | 5,2 %                                                           | 7,5 %                                                           | 24,9 %                                                          | 1,4 %                                                           |                                                                 |
| 2017                                                            | 7.036.199                                                       | 35,9 %                                                          | 23,8 %                                                          | 5,4 %                                                           | 7,6 %                                                           | 26,0 %                                                          | 1,3 %                                                           |                                                                 |
| 2018                                                            | 7.084.066                                                       | 35,2 %                                                          | 23,1 %                                                          | 5,3 %                                                           | 7,1 %                                                           | 28,0 %                                                          | 1,3 %                                                           |                                                                 |
| 2019                                                            | 7.132.533                                                       | 34,4 %                                                          | 22,5 %                                                          | 5,5 %                                                           | 7,2 %                                                           | 29,5 %                                                          | 0,9 %                                                           |                                                                 |
| 2020                                                            | 7.187.715                                                       | 33,8 %                                                          | 21,8 %                                                          | 5,4 %                                                           | 7,1 %                                                           | 30,9 %                                                          | 1,0 %                                                           |                                                                 |
| 2021                                                            | 7.243.555                                                       | 32,9 %                                                          | 21,1 %                                                          | 5,7 %                                                           | 7,1 %                                                           | 32,3 %                                                          | 0,9 %                                                           |                                                                 |
| 2022                                                            | 7.307.819                                                       | 32,1 %                                                          | 20,5 %                                                          | 5,9 %                                                           | 7,1 %                                                           | 33,5 %                                                          | 0,9 %                                                           |                                                                 |
| 2023                                                            | 7.424.122                                                       | 30,7 %                                                          | 19,5 %                                                          | 6,0 %                                                           | 7,3 %                                                           | 35,6 %                                                          | 0,9 %                                                           |                                                                 |

### Niederlande
Wesentlich früher als in den deutschsprachigen Ländern hat der Prozess der Säkularisierung in den Niederlanden bereits Anfang des 20. Jahrhunderts eingesetzt. Während die christlichen Landeskirchen im Jahr 1899 zusammen noch rund 95,3 % der niederländischen Bevölkerung repräsentierten, so war deren gemeinsamer Anteil bis zum Jahr 1971 auf rund 76,4 % zurückgegangen, und der Anteil der Konfessionslosen bereits auf rund 23,6 % angestiegen. Im Gegensatz zu den massiven Verlusten der zuvor mehrheitlich protestantischen Kirchen konnte die katholische Kirche jedoch bis 1971 noch auf 40,4 % zulegen. Danach verloren beide großen Kirchen stark an Mitgliedern und repräsentieren seit den 2000er Jahren nicht mehr die Mehrheit der Bevölkerung (siehe Tabelle). Im Jahr 2021 gab es nach Erhebungen des zentralen Büros für Statistik in den Niederlanden neben einer mittlerweile absoluten Mehrheit von 57 % Konfessionslosen eine relative religiöse Vielfalt, die sich aus 18 % Katholiken, 14 % Protestanten und 5 % Muslimen sowie aus 6 % Mitgliedern anderer religiöser Gruppierungen zusammensetzt. Laut einer Studie der Radboud-Universität Nijmegen betrachten sich im Jahr 2016 nur 11,7 % der Niederländer als Katholiken, 8,6 % als Protestanten und 4,2 % als anderweitig christlich, während sich 5,8 % als muslimisch, 2,0 % als hinduistisch oder buddhistisch und der Rest von 67,8 % als religiös ungebunden definieren.
| 1869 | 36,5 % | 61,3 % | –     | 2,2 % | –      |
| 1879 | 35,9 % | 61,6 % | –     | 2,2 % | 0,3 %  |
| 1889 | 35,4 % | 60,5 % | –     | 2,6 % | 1,5 %  |
| 1899 | 35,1 % | 60,2 % | –     | 2,4 % | 2,3 %  |
| 1909 | 35,0 % | 57,3 % | –     | 2,7 % | 5,0 %  |
| 1920 | 35,6 % | 53,8 % | –     | 2,8 % | 7,8 %  |
| 1930 | 36,4 % | 46,3 % | –     | 2,9 % | 14,4 % |
| 1947 | 38,5 % | 42,3 % | –     | 2,1 % | 17,1 % |
| 1960 | 40,4 % | 40,7 % | –     | 0,6 % | 18,3 % |
| 1971 | 40,4 % | 35,9 % | 0,4 % | 0,5 % | 23,6 % |
| 1980 | 38 %   | 30 %   | –     | 6 %   | 26 %   |
| 1990 | 33 %   | 25 %   | –     | 4 %   | 38 %   |
| 2000 | 32 %   | 21 %   | –     | 6 %   | 41 %   |
| 2010 | 27 %   | 18 %   | 5 %   | 5 %   | 45 %   |
| 2011 | 26 %   | 17 %   | 5 %   | 5 %   | 47 %   |
| 2012 | 26 %   | 16 %   | 5 %   | 5 %   | 48 %   |
| 2013 | 26 %   | 16 %   | 5 %   | 6 %   | 47 %   |
| 2014 | 24 %   | 16 %   | 5 %   | 6 %   | 49 %   |
| 2015 | 24 %   | 15 %   | 5 %   | 6 %   | 50 %   |
| 2017 | 24 %   | 15 %   | 5 %   | 6 %   | 51 %   |
| 2018 | 22 %   | 15 %   | 5 %   | 5 %   | 53 %   |
| 2019 | 20 %   | 15 %   | 5 %   | 5 %   | 54 %   |
| 2020 | 20 %   | 14 %   | 5 %   | 5 %   | 55 %   |
| 2021 | 18 %   | 14 %   | 5 %   | 6 %   | 57 %   |
| 2022 | 18 %   | 13 %   | 6 %   | 6 %   | 57 %   |
| 2023 | 17 %   | 13 %   | 6 %   | 6 %   | 58 %   |

### Vereinigtes Königreich
Im Vereinigten Königreich genießt die Church of England, Teil der Anglikanischen Kirche (Anglican Communion) im englischen Landesteil den Status einer Staatsreligion. Noch im Jahr 1983 identifizierte sich eine relative Mehrheit von 40 % der Bevölkerung mit einer der anglikanischen Kirchen (Church of England, Church in Wales, Scottish Episcopal Church). Mittlerweile hat sich deren Zahl auf rund 12 % reduziert. Im Jahr 2018 ordneten sich nur noch 38 % der britischen Bevölkerung einer christlichen Kirche und etwa 9 % einer nicht-christlichen Religionsgemeinschaft zu, und 52 % waren konfessionslos. Zu beachten ist dabei, dass es sich um Selbstzuschreibungen (self-identification) der Befragten handelt, nicht um formale Mitgliedschaften, da viele Kirchen im Vereinigten Königreich diese Zahlen gar nicht erheben oder ausweisen.
| 1983 | 40 % | 10 % | 17 % | 2 % | 31 % |
| 1993 | 32 % | 11 % | 16 % | 3 % | 37 % |
| 2003 | 27 % | 9 %  | 15 % | 6 % | 43 % |
| 2013 | 16 % | 9 %  | 16 % | 8 % | 50 % |
| 2015 | 17 % | 9 %  | 17 % | 8 % | 48 % |
| 2016 | 15 % | 9 %  | 17 % | 6 % | 53 % |
| 2017 | 14 % | 8 %  | 18 % | 8 % | 52 % |
| 2018 | 12 % | 7 %  | 19 % | 9 % | 52 % |

### USA
Auch in den traditionell protestantisch geprägten Vereinigten Staaten ist in den letzten Jahrzehnten eine zunehmende Säkularisierung zu beobachten. Das Gallup-Institut befragt die US-Bevölkerung seit 1937 auch nach ihrer Kirchenmitgliedschaft. Bis zur Jahrtausendwende waren in der Regel über 70 % formelle Religionsmitglieder. Im Jahr 2021 verloren diese mit 47 % erstmals die Mehrheit. Die Kirchenmitgliedschaft hängt dabei stark vom Alter ab. 66 % der vor 1946 geborenen gehörten im Jahr 2021 einer Kirche an, jedoch nur noch 36 % der ab dem Jahr 2000 geborenen Erwachsenen.
Laut einer anderen Gallup-Studie waren im Jahr 2016 etwa 73 % der Bevölkerung Christen (48,9 % Protestanten der verschiedenen Strömungen, 23 % Katholiken und 1,8 % Mormonen). Das Judentum ist mit einem Anteil von 2,1 % an der Bevölkerung die größte nicht-christliche Religion in den Vereinigten Staaten. Ca. 0,8 % der Bevölkerung sind Muslime, 2,5 % gehören anderen Religionen an. 18,2 % der Befragten waren der Gruppe der Konfessionslosen/Atheisten/Agnostiker zuzurechnen.
| 2007 | 26,3 % | 23,9 % | 18,1 % | 10,1 % | 4,7 % | 16,1 % |
| 2014 | 25,4 % | 20,8 % | 14,7 % | 9,7 %  | 5,9 % | 22,8 % |

### Weltweite Situation
Das Christentum war laut einer Studie des Pew Research Centers im Jahr 2015 mit rund 2,28 Milliarden Anhängern die größte Weltreligion, gefolgt vom Islam mit rund 1,75 Milliarden. Unter den weiteren großen Weltreligionen hat der Hinduismus rund 1,01 Milliarden, sowie der Buddhismus rund 0,5 Milliarden Anhänger, außerdem sind weltweit etwa 1,17 Milliarden Menschen konfessionslos.
Weltweit wächst die Mitgliederzahl der katholischen Kirche etwa im Ausmaß des allgemeinen globalen Bevölkerungswachstums (etwas über 1 % pro Jahr). Sie zählte 2009 1,17 Milliarden Mitglieder, bei einem Zuwachs von 19 Millionen Mitgliedern bzw. 1,6 % gegenüber dem Vorjahr. Nach kircheneigenen Angaben, die sich auf die Zahl der Getauften, nicht der Glaubenden bezieht, stieg bis 2019 die Mitgliederzahl auf 1,345 Milliarden Katholiken weltweit. Im Vergleich dazu verzeichnen die (per Ende 2010) insgesamt 145 Mitgliedskirchen und Nicht-Mitglieder des Lutherischen Weltbundes bei 74 Millionen Mitgliedern einen etwas unterdurchschnittlichen Zuwachs von 237.450 Personen bzw. 0,3 Prozent. Anfang 2004 überstieg die Zahl der Katholiken in der Neuen Welt, also in Nord-, Mittel- und Südamerika, die der Alten Welt.